# جون غلوفر (ممثل)
جون غلوفر (بالإنجليزية: John Glover)‏ مواليد 7 أغسطس 1944 في سالزبوري، الولايات المتحدة، هو ممثل أمريكي بدأ مسيرته الفنية سنة 1960.

## الأعمال
- آني هال
- جوليا
- ملفن وهاورد
- ليال بيضاء
- روبوكوب 2
- في فم الجنون
- باتمان وروبن
- باي باك
- سمولفيل

## الجوائز
- جائزة توني
- جائزة دراما ديسك

## وصلات خارجية
- جون غلوفر على موقع IMDb (الإنجليزية)
- جون غلوفر على موقع روتن توميتوز (الإنجليزية)
- جون غلوفر على موقع ألو سيني (الفرنسية)
- جون غلوفر على موقع تيرنر كلاسيك موفيز (الإنجليزية)
- جون غلوفر على موقع أول موفي (الإنجليزية)
- جون غلوفر على موقع قاعدة بيانات برودواي على الإنترنت (الإنجليزية)
- جون غلوفر على موقع قاعدة بيانات الأفلام السويدية (السويدية)
- جون غلوفر على موقع إن إن دي بي (الإنجليزية)
- جون غلوفر على موقع ديسكوغز (الإنجليزية)
- جون غلوفر على موقع قاعدة بيانات الفيلم (الإنجليزية)
- الموقع الرسمي